# Neoechinorhynchus carassii
Neoechinorhynchus carassii är en hakmaskart som beskrevs av Roytmann 1961. Neoechinorhynchus carassii ingår i släktet Neoechinorhynchus och familjen Neoechinorhynchidae. Inga underarter finns listade i Catalogue of Life.